# Tatz László
Tatz László (Máriapócs, 1888. június 4. – Fülöp-szigetek, 1951.) magyar festő.

## Élete, munkássága
Tatz László a budapesti Képzőművészeti Főiskolán (1906–1917) Balló Ede tanítványa volt, de tanult Párizsban, az École de la Chaumiereen is, ahol Lucien Simon és Ménard René voltak a mesterei.
Portréival és egész alakos képeivel az 1910-es években több ösztöndíjat és díjat is nyert. Három alkalommal is dolgozott Benczúr mesteriskolájában. 1929-től a Magyar Arcképfestők Társaságának tagja lett. Éveken keresztül vett részt a szolnoki művésztelep munkájában.
A 20-as évektől kezdve szinte az egész világot beutazta, járt Hollandiában, Rómában, Amerikában és a Távol-Keleten is. Kovrig János utazó, újságíró 1932 októberében érkezett Kínába, ahol Kantonban még találkozott az ott letelepedett festőművésszel, aki épp akkoriban fejezte be Szun Jat-szen portréját.  Innen áttelepült a Fülöp-szigetekre, és feltehetően 1951-ben ott is hunyt el.
A Magyar Nemzeti Galériában két képe található.